# Cabra azpi gorri
La azpi gorri es una raza de cabra autóctona española originaria de las vascongadas
Está incluida en el Catálogo Oficial de Razas de Ganado de España del Ministerio de Agricultura, Pesca y Alimentación con la catalogación de raza en peligro de extinción, aunque la FAO la tiene catalogada como raza extinta.
Su nombre en castellano significa con la parte baja de color rojizo. Pertenece al tronco pirenaico y se distribuye geográficamente por el sur de Vizcaya y el norte de Álava, aunque también hay algunos rebaños en Navarra.